# Ataque terrorista em Bengasi em 2012
O ataque terrorista em Bengasi em 2012 ocorreu na noite de 11 de setembro de 2012, quando militantes islâmicos atacaram o complexo diplomático estadunidense em Bengasi, na Líbia, matando o embaixador J. Christopher Stevens e o Oficial de Gestão de Informação do Serviço de Relações Exteriores dos Estados Unidos Sean Smith. Stevens foi o primeiro embaixador dos Estados Unidos a ser morto no cumprimento do dever desde 1979. O ataque também tem sido referido como 'Batalha de Bengasi'.
Várias horas mais tarde, um segundo ataque atingiu um composto diferente a cerca de uma milha de distância, matando os oficiais da CIA Tyrone S. Woods e Glen Doherty. Dez outros também ficaram feridos nos ataques.
Muitos líbios condenaram os ataques e elogiaram o falecido embaixador, organizando manifestações públicas condenando as milícias (formadas durante a guerra civil de 2011 para se opor ao líder Muammar Gaddafi), que eram suspeitas dos ataques.
Os Estados Unidos aumentaram imediatamente a segurança  a nível mundial nas instalações diplomáticas e militares e começaram a investigar o ataque de Bengasi. Na sequência do ataque, oficiais do Departamento de Estado foram criticados por negar pedidos de maior segurança no consulado antes do ataque. Em seu papel como a secretária de Estado, Hillary Clinton, posteriormente, assumiu a responsabilidade pelas falhas na segurança.
Em 6 de agosto de 2013, foi relatado que os Estados Unidos haviam arquivado acusações criminais contra vários indivíduos, incluindo o líder da milícia, Ahmed Abu Khattala, pelo suposto envolvimento nos ataques. Khattala foi descrito pelas autoridades líbias e estadunidenses como o líder da Ansar al-Sharia de Bengasi, que seria considerada em janeiro de 2014 pelo Departamento de Estado dos Estados Unidos como uma organização terrorista. Em 14 de junho de 2014, forças de operações especiais do Exército dos Estados Unidos, em coordenação com o FBI, capturaram Khattala na Líbia.
Inicialmente, altos oficiais estadunidenses e os meios de comunicação informaram que o ataque em Bengasi foi um protesto espontâneo desencadeado por um vídeo anti-muçulmano, Innocence of Muslims.  Entretanto, investigações posteriores determinaram que não houve tal protesto e que o incidente começou como um ataque premeditado que foi rapidamente acompanhado por desordeiros e saqueadores enfurecidos com o vídeo.  O suspeito capturado Ahmed Abu Khattala afirmou que o ataque foi de fato em retaliação ao vídeo Innocence of Muslims.

## Causas

### Innocence of Muslims
A primeira versão dos acontecimentos foi a de que o ataque seria provocado por radicais islâmicos em protesto contra o filme Innocence of Muslims, uma sátira ao profeta Maomé.

### Ataque premeditado: 11 de Setembro
Para alguns especialistas o ataque teria sido planejado antecipadamente na data simbólica dos atentados de 11 de setembro por fundamentalistas islâmicos ligados à al-Qaeda, usando a manifestação surgida pelo filme Innocence of Muslims como uma cortina de fumaça.
Em 15 de setembro, a Al-Qaeda na Península Arábica reivindicou a responsabilidade pelo ataque em vingança pela morte de seu número dois, Abu Yahya al-Libi, em uma ofensiva estadunidense no Paquistão.

### Gaddafistas
Uma terceira versão, inicialmente oferecida pelas autoridades líbias (porém posteriormente descartada), seria de que o ataque foi realizado por partidários do líder deposto Muammar Gaddafi em retaliação à prisão de Abdullah al-Senussi, que foi chefe da inteligência durante o governo do líder líbio.

## Reações

### Governo líbio

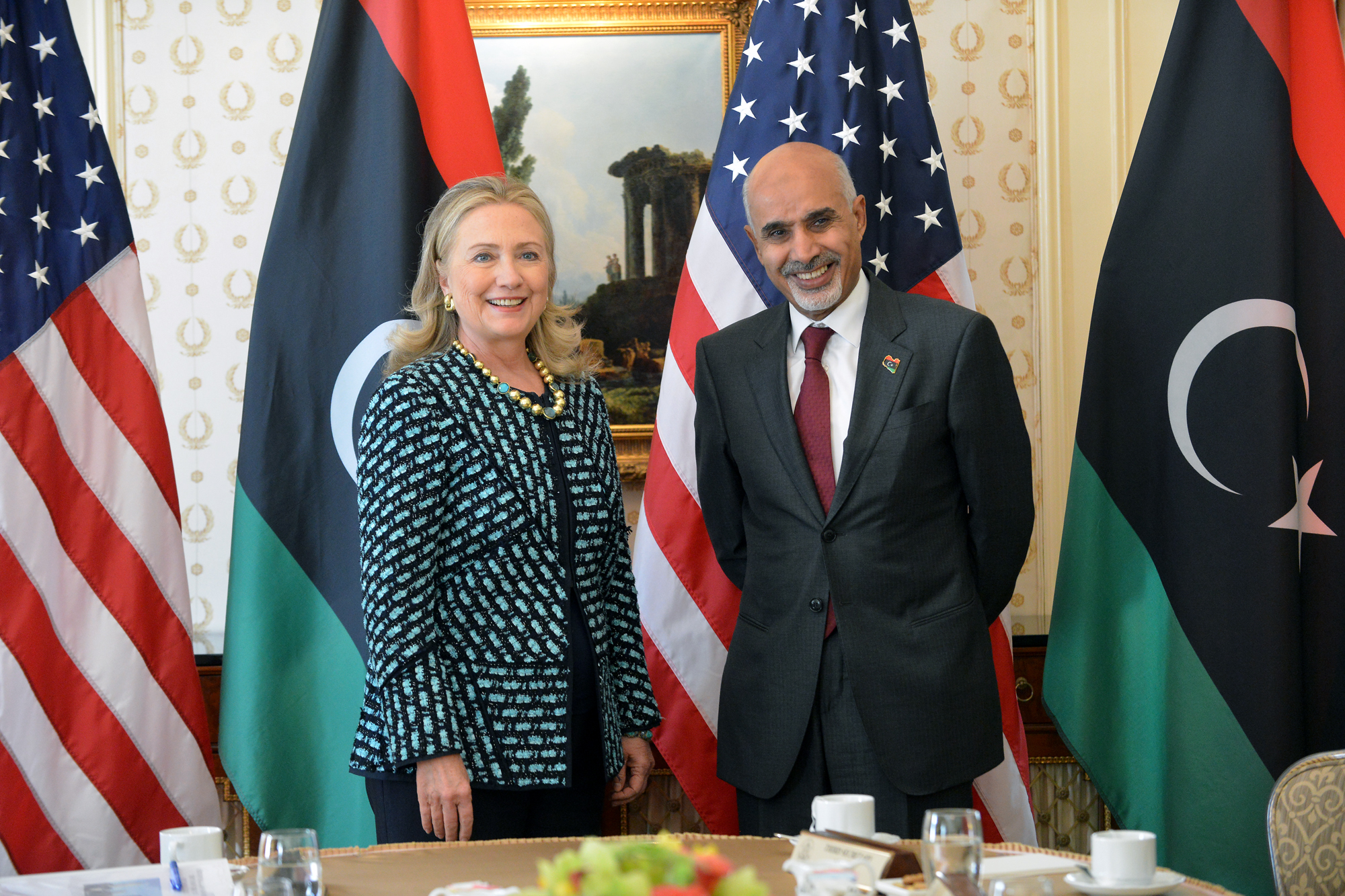
24 de setembro de 2012: Hillary Clinton recebe o líder líbio Muhammad Magariaf semanas após o ataque contra o consulado.

O Primeiro-ministro líbio Mustafa Abushagur condenou e lamentou os ataques, afirmando: "Enquanto condenamos fortemente qualquer tentativa de abusar da pessoa de Maomé, insultar os locais sagrados ou o preconceito contra fé, rejeitamos e condenamos o uso de força para aterrorizar e vitimar pessoas inocentes". O gabinete de Abushagur também reafirmou "a profunda relação entre os povos da Líbia e dos Estados Unidos, que desenvolveram relações próximas após o apoio norte-americano na Revolução de 17 de Fevereiro". Muhammad Yusuf al-Magariaf, presidente do Congresso Geral Nacional Líbio lamentou "pelos Estados Unidos, pelo povo e por todo o mundo o ocorrido. Nós afirmamos que nenhum fugirá do julgamento".
Ocorreram diversos protestos em Bengasi e Trípoli em 12 de setembro condenando a violência e reafirmando o apoio líbio a "Chris Stevens como um amigo de todos os líbios". Alguns manifestantes erguiam cartazes reafirmando sua postura contra os atos terroristas, enquanto outros elogiavam as políticas norte-americanas em nome do país. No mesmo dia, o vice-embaixador líbio em Londres declarou a Ansar al-Sharia como responsável pelos ataques. Em 13 de setembro, durante reunião na sede do Departamento de Estado dos Estados Unidos em Washington, D.C., o embaixador líbio Ali Aujali desculpou-se perante Hillary Clinton por "estes ataques terroristas que aconteceram contra o consulado americano na Líbia". O embaixador também elogiou Stevens como "um querido amigo" e "um verdadeiro herói", além de incentivar as investigações pelo governo estadunidense.
Nos dias seguintes ao ataque, o jornal The New York Times afirmou que jovens líbios haviam inundado o Twitter com mensagens de apoio aos Estados Unidos. Semelhantemente, o site de notícias ThinkProgress divulgou uma pesquisa em que a população líbia demonstrava-se mais adepta aos americanos do que aos povos vizinhos. Em pesquisa de 2012, a Gallup divulgou que "54% dos líbios aprovavam a liderança dos Estados Unidos", sendo a maior taxa de aprovação recebida pelo governo estadunidense em todos os países árabes. Outra pesquisa realizada no país em 2011 relatou que a população mantinha seu conservadorismo religioso enquanto apoiava a influência dos Estados Unidos em assuntos internos.
A reação do governo líbio foi bem-recebida pelo governo estadunidense. Barack Obama enfatizou o quanto os líbios "apoiaram nossos diplomatas em questão de segurança" para o público norte-americano no dia seguinte, enquanto o editorial do The New York Times criticou o governo egípcio por "não fazer o mesmo que os líbios".
Em 16 de setembro, o presidente líbio Muhammad Magariaf afirmou que o ataque ao consulado estadunidense vinha sendo planejado há meses e que "a ideia de que este ato covarde e criminoso foi um protesto espontâneo é completamente infundada e absurda. Nós cremos firmemente que foi um ataque planejado e calculado especificamente contra o consulado".

### Governo estadunidense

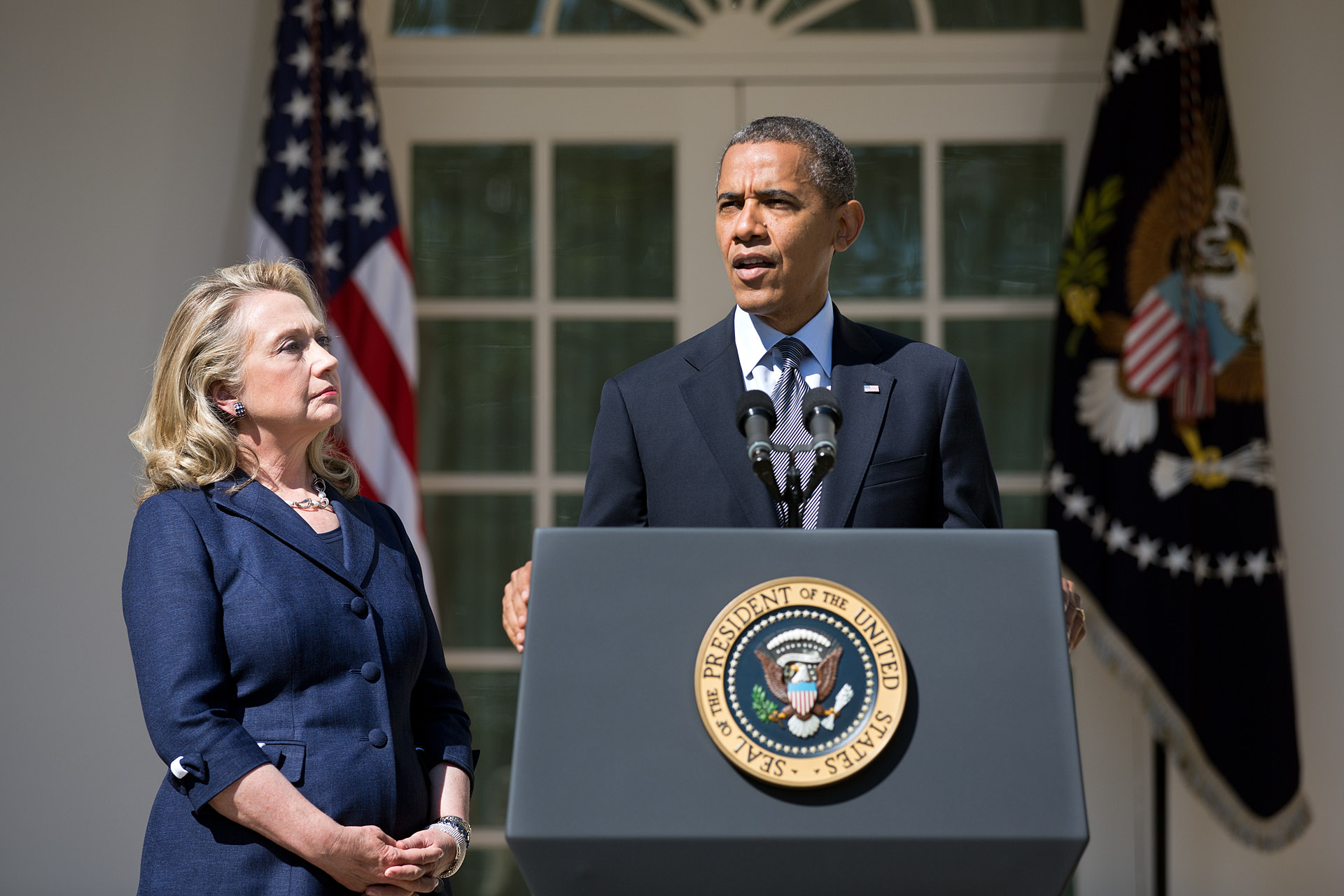
Barack Obama, acompanhado da Secretária de Estado Hillary Clinton, condena oficialmente o ataque terrorista em Bengasi.

Em 12 de setembro, o presidente estadunidense Barack Obama condenou "este ataque ultrajante" durante visita às instalações diplomáticas na Líbia e afirmou que "desde nossa fundação, os Estados Unidos têm sido uma nação que respeita todas as crenças. Nós rejeitamos todos os esforços em denegrir as crenças religiosas de terceiros". Em seguida referindo-se aos Ataques de 11 de Setembro, afirmou que "tropas se sacrificaram no Iraque e Afeganistão" e então "noite passada, recebemos notícias deste ataque em Bengasi". Obama conclamou a população norte-americana com a seguinte frase: "Nunca nos deixem esquecer que nossa liberdade está sustentada somente porque há pessoas que querem lutar por ela, se erguer por ela e, em alguns casos, cair por ela".
Em decorrência do ataque, a Casa Branca intensificou o esquema de segurança em todas as instalações diplomáticas do país no exterior. Um esquadrão anti-terrorismo do Corpo de Fuzileiros Navais, conhecido como FAST foi enviado para a Líbia visando "ampliar a segurança". Posteriormente, o governo norte-americano anunciou que o FBI conduziria investigações sobre o planejamento do ataque e que a vigilância sobre o país seria elevada, incluindo o uso de drones para "caçada aos terroristas".
A Secretária de Estado Hillary Clinton também realizou um comunicado em 12 de setembro, descrevendo os autores do ataque como "militantes fortemente armadas" e "um pequeno e selvagem grupo (...) e não o povo ou governo líbio". Clinton também reafirmou o "compromisso americano para com a tolerância religiosa" e declarou que "alguns querem justificar este comportamento perverso, assim como o protesto que ocorreu na embaixada no Cairo ontem, como respostas ao material inflamado publicado na internet". O Departamento de Estado já havia classificado "a segurança das embaixadas e de suas equipes" como um grande desafio em seu relatório de orçamento e prioridades.

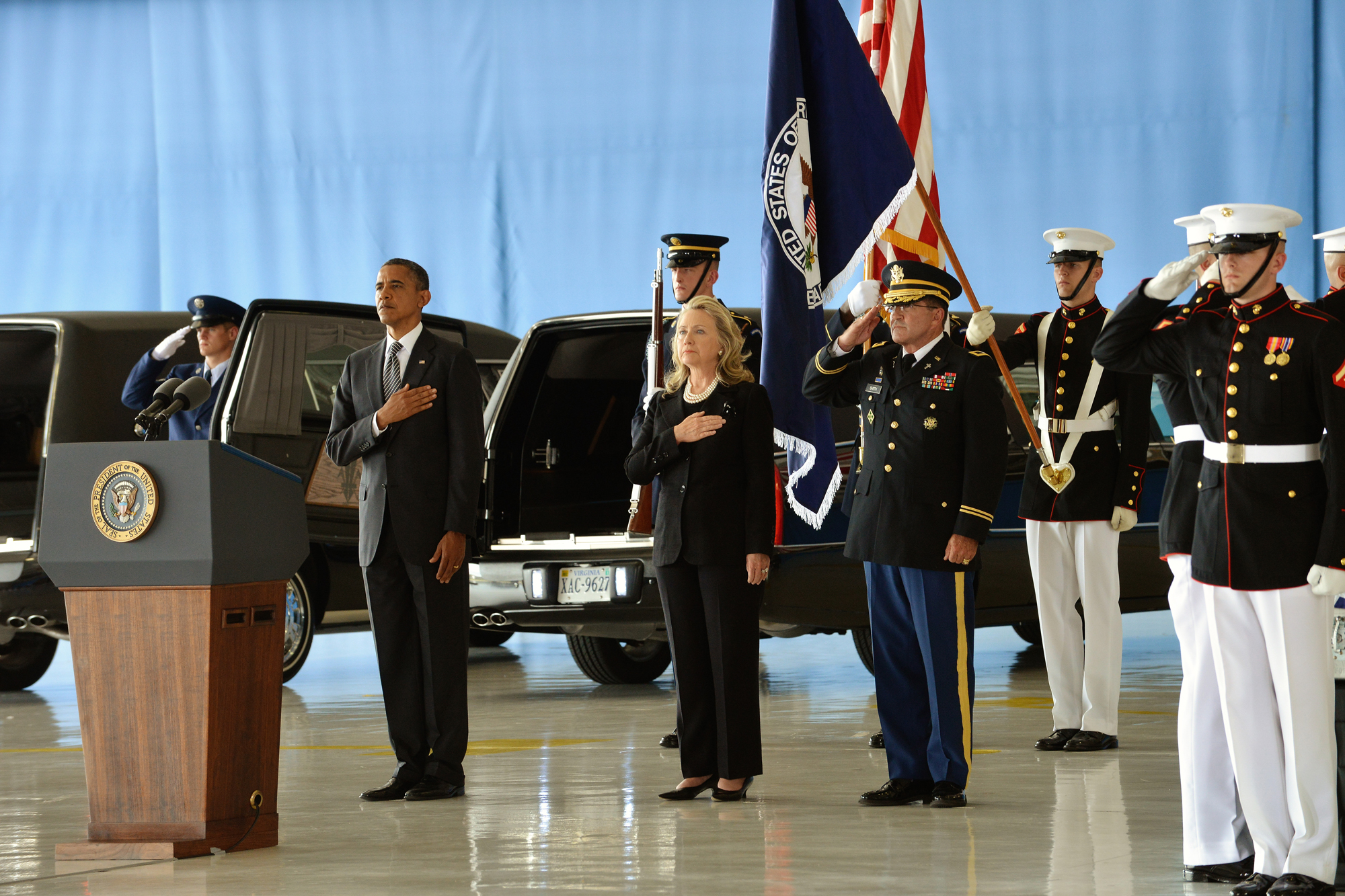
12 de setembro de 2012:
Barack Obama e Hillary Clinton lideram a cerimônia de honra aos diplomatas mortos na Base Aérea Andrews.

Em 12 de setembro, a Marinha dos Estados Unidos despachou os navios USS McFaul e USS Laboon, dois contratorpedeiros da classe Arleigh Burke, para monitoramento da costa líbia. Os navios são equipados com mísseis BGM-109 Tomahawk. Além da esquadra, os Estados Unidos enviaram os drones para sobrevoo do território líbio em busca de atividades terroristas.
Em 18 de setembro, a Casa Branca publicou um relatório de imprensa em que descrevia o ataque: "Com base em informações prévias não vimos nenhuma evidência que sustentasse as alegações de outros de que se tratava de um ataque pré-planejado ou premeditado; que vimos evidência de que foi provocada pela reação a este vídeo. E é isso que sabemos até agora com base na evidência, evidência concreta".
Em 20 de setembro, o Secretário de Imprensa Jay Carney respondeu a uma questão sobre uma audiência aberta com o Diretor do Centro Nacional Anti-terrorista, Matthew G. Olsen, que defendia o envolvimento de grupos extremistas no ataque. Segundo Carney, "é evidente que o que ocorreu em Bengasi trata-se de um ataque terrorista. Nossa embaixada foi atacada violentamente e o resultado foi a baixa de quatro funcionários americanos. Então, reafirmando, é auto-evidente". No mesmo dia, durante uma entrevista à emissora latino-americana Univision, Obama defendeu que "a insurgência de grupos líbios após o vídeo foi usada como desculpa pelos extremistas na tentativa de ameaçar os interesses dos Estados Unidos".
Paralelamente, Clinton apresentou um relatório confidencial ao Senado dos Estados Unidos, que acabou sendo criticado por membros do Partido Republicano. De acordo com o artigo, senadores protestaram contra a recusa da Casa Branca em aprofundar os detalhes sobre o ataque ao passo que jornais de circulação internacional, como The New York Times e The Wall Street Journal, publicaram tais informações nos dias seguintes.

## Cultura popular
O filme 13 Horas: Os Soldados Secretos de Benghazi (2016) desenvolve os acontecimentos do ataque a Bengasi.